# George Cooper
George Cooper Healey  (ur. 12 grudnia 1892 w Newark, zm. 9 grudnia 1943 w Los Angeles) – amerykański aktor filmowy.

## Wybrana filmografia
- 1927: Kobiety kochają diamenty
- 1928: The Barker